# Carangoides dinema
Carangoides dinema es una especie de peces de la familia Carangidae en el orden de los Perciformes.

## Morfología
• Los machos pueden llegar alcanzar los 85 cm de longitud total y los 2.600 g de peso.

## Distribución geográfica
Se encuentra desde las  costas del África Oriental hasta Samoa, sur del Japón y Tonga.